# 데스 퍼레이드

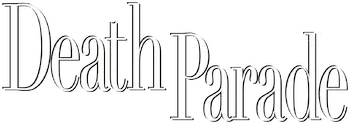

데스 퍼레이드(일본어: デス・パレード, Death Parage)는 다치카와 유즈루 감독, 각본, 제작의 일본의 애니메이션 TV 시리즈이다. 매드하우스가 프로듀싱을 맡았다. 이 시리즈는 젋은 애니메이터 육성 프로젝트의 아니메 미라이 2013을 위해 매드하우스가 제작하고 2013년 3월 개봉한 단편 영화 데스 빌리어즈(Death Billiards)에서 파생되었다. 일본에서는 2015년 1월부터 3월까지 방영되었다. 북아메리카에서는 퍼니메이션에 의해 라이선스되었다. 영국에서는 애니메 리미티드에 의해 라이선스되었으나 끝내 취소되었다. 이 시리즈는 오스트레일리아와 뉴질랜드에서는 매드맨 엔터테인먼트가 디지털 배급권을 획득하였다.